# Plagiochilion proliferum
Plagiochilion proliferum là một loài rêu tản trong họ Plagiochilaceae. Loài này được (Mitt.) R.M. Schust. miêu tả khoa học lần đầu tiên năm 1963.